# Humboldt Beginnings
Albums de The Pharcyde
Cydeways: The Best of The Pharcyde
(2001) Instrumentals
(2005)
Singles
1. Illusions
Sortie : 2004

Humboldt Beginnings est le quatrième album studio de The Pharcyde, sorti le 13 juillet 2004.
Sur cet album, on ne retrouve que deux des quatre membres originaux du groupe (Imani et Bootie Brown) auxquels vient se joindre le producteur Spaceboy Boogie X.

## Liste des titres
| No  | Titre                                                                       | Contient un (des) sample(s) de | Durée |
| --- | --------------------------------------------------------------------------- | ------------------------------ | ----- |
| 1.  | Intro: Homegrown (Produit par The Pharcyde)                                 |                                | 2:18  |
| 2.  | The Uh-Huh (Produit par 88-Keys)                                            |                                | 2:55  |
| 3.  | Storm (Produit par Spaceboy Boogie X)                                       |                                | 3:38  |
| 4.  | Skit                                                                        |                                | 0:11  |
| 5.  | Knew U (Produit par Spaceboy Boogie X)                                      |                                | 3:11  |
| 6.  | Skit                                                                        |                                | 0:20  |
| 7.  | The Art of Sharing (Produit par The Pharcyde)                               |                                | 2:48  |
| 8.  | Bongloads II (Produit par Spaceboy Boogie X)                                |                                | 3:52  |
| 9.  | Skit                                                                        |                                | 0:11  |
| 10. | Rules & Regulations (Produit par Spaceboy Boogie X)                         |                                | 4:38  |
| 11. | Skit                                                                        |                                | 0:15  |
| 12. | Illusions (Produit par The Pharcyde)                                        | Just an Illusion d'Imagination | 3:46  |
| 13. | Mixedgreens (featuring Destani Wolf et Dee – Produit par Spaceboy Boogie X) |                                | 4:05  |
| 14. | Right B4 (Produit par Spaceboy Boogie X)                                    |                                | 3:49  |
| 15. | Clouds (Produit par Spaceboy Boogie X)                                      |                                | 1:55  |
| 16. | Skit                                                                        |                                | 0:41  |
| 17. | The Bomb (Produit par Spaceboy Boogie X)                                    |                                | 3:36  |
| 18. | The Climb/Paranoia (Produit par The Pharcyde)                               |                                | 4:07  |
| 19. | Skit                                                                        |                                | 0:41  |
| 20. | Choices (Produit par 88-Keys)                                               |                                | 4:14  |
| 21. | Skit                                                                        |                                | 0:54  |
| 22. | Dedication (Produit par The Pharcyde)                                       |                                | 5:33  |
| 23. | Outro: Praise / Fastlife (Produit par Spaceboy Boogie X)                    |                                | 9:03  |